# Ганджа
Ганджа (на азербайджански: Gəncə) е вторият по големина град в Азербайджан.

## География
Намира се в северозападната част на страната в полите на Малък Кавказ. Градът е индустриално и културно средище на областта. Има площ от 110 km², а в него са построени голям брой джамии.
Има население от 328 400 души според преброяване от 2015 г. Около 99% от населението на града говори азербайджански; останалите говорят грузински или други езици.

## История
Ганджа е основан през V или VI век след Христа. През средновековието, от X до XIII век, е разцъфтяващ град, средище на търговци, благоприятно разположен на пътя на коприната. От 971 до 1174 г. е под властта на кюрдските племена.
През 1138 г. Ганджа е разрушен от силно земетресение и е построен отново само на няколко километра в западна посока. В по-късната си история градът е завладяван от монголи, перси и турци.
След завладяването му от Русия през 1804 г. градът приема името Елизаветпол (на руски: Елизаветполь) до 1918 г. Градът е разрушен до основи след ожесточени сблъсъци между арменци и татари на 24 декември 1905 г. Тогава 2000 души загубват живота си.
От 1935 до 1989 г. градът носи името Кировабад, наименуван на съветския политик Сергей Киров (1886 – 1934).

## Промишленост
До днес Ганджа е основният промишлен център на Западен Азербайджан. Част от старите заводи в града не работят. Останали от съветско време предприятия произвеждат алуминий, порцелан, инструменти, мебели, текстил и други. Новите инвестиции бавно привличат предимно малки компании в града.

## Известни личности
Родени в Ганджа
- Фикрет Амиров (1922 – 1984), композитор
- Иван Баграмян (1897 – 1982), маршал
- Мирза Шафи Вазех (1794 – 1852), поет
- Низами Ганджеви (1141 – 1209), поет
- Мехсети Ганджеви (1089 – 1159), поетеса
- Исафрил Мамедов (1919 – 1946), командир
- Джавад Хан (1786 – 1804), командир
- Юрий Шчекочихин (1950 – 2003), руски журналист

## Фотогалерия
- Археологическият музей
- Улица „Кавадксан“
- Джамията „Шах Абас“
- Джамията „Шах Абас“
- Алуминиев завод
- Градският съвет